# Ilam (flygplats)
Ilam är en flygplats i Iran. Den ligger i den västra delen av landet, 500 km sydväst om huvudstaden Teheran. Ilam ligger 1 342 meter över havet.
Terrängen runt Ilam är huvudsakligen kuperad, men den allra närmaste omgivningen är platt.Runt Ilam är det ganska tätbefolkat, med 144 invånare per kvadratkilometer. Närmaste större samhälle är Ilam, 5,9 km norr om Ilam. Omgivningarna runt Ilam är i huvudsak ett öppet busklandskap.